# Араракуара (мезорегион)

Араракуара на карте.

Араракуа́ра (порт. Mesorregião de Araraquara) — административно-статистический мезорегион в Бразилии. Входит в штат Сан-Паулу. Население составляет 810 926 человек (на 2010 год). Площадь — 9 450,564 км². Плотность населения — 85,81 чел./км².

## Демография
Согласно сведениям, собранным в ходе переписи 2010 г. Национальным институтом географии и статистики (IBGE), население мезорегиона составляет:
| Полное население                            | Полное население                            | Полное население                            | Полное население                            | 810 926 |
| ------------------------------------------- | ------------------------------------------- | ------------------------------------------- | ------------------------------------------- | ------- |
| в том числе:                                | Городское население                         | 771 043                                     | Процент городского населения, %             | 95,08   |
|                                             | Сельское население                          | 39 883                                      | Процент сельского населения, %              | 4,92    |
|                                             | Мужское население                           | 399 973                                     | Процент мужского населения, %               | 49,32   |
|                                             | Женское население                           | 410 953                                     | Процент женского населения, %               | 50,68   |
| Плотность населения, чел/км²                | Плотность населения, чел/км²                | Плотность населения, чел/км²                | Плотность населения, чел/км²                | 85,81   |
| Население мезорегиона в % к населению штата | Население мезорегиона в % к населению штата | Население мезорегиона в % к населению штата | Население мезорегиона в % к населению штата | 1,97    |

## Статистика
- Валовой внутренний продукт на 2003 составляет 11 873 551 400,00 реалов (данные: Бразильский институт географии и статистики).
- Валовой внутренний продукт на душу населения на 2003 составляет 15 510,41 реалов (данные: Бразильский институт географии и статистики).
- Индекс развития человеческого потенциала на 2000 составляет 0,814 (данные: Программа развития ООН).

## Состав мезорегиона
В мезорегион входят следующие микрорегионы:
1. Араракуара
2. Сан-Карлус